# Красинский, Валериан Скоробогатый

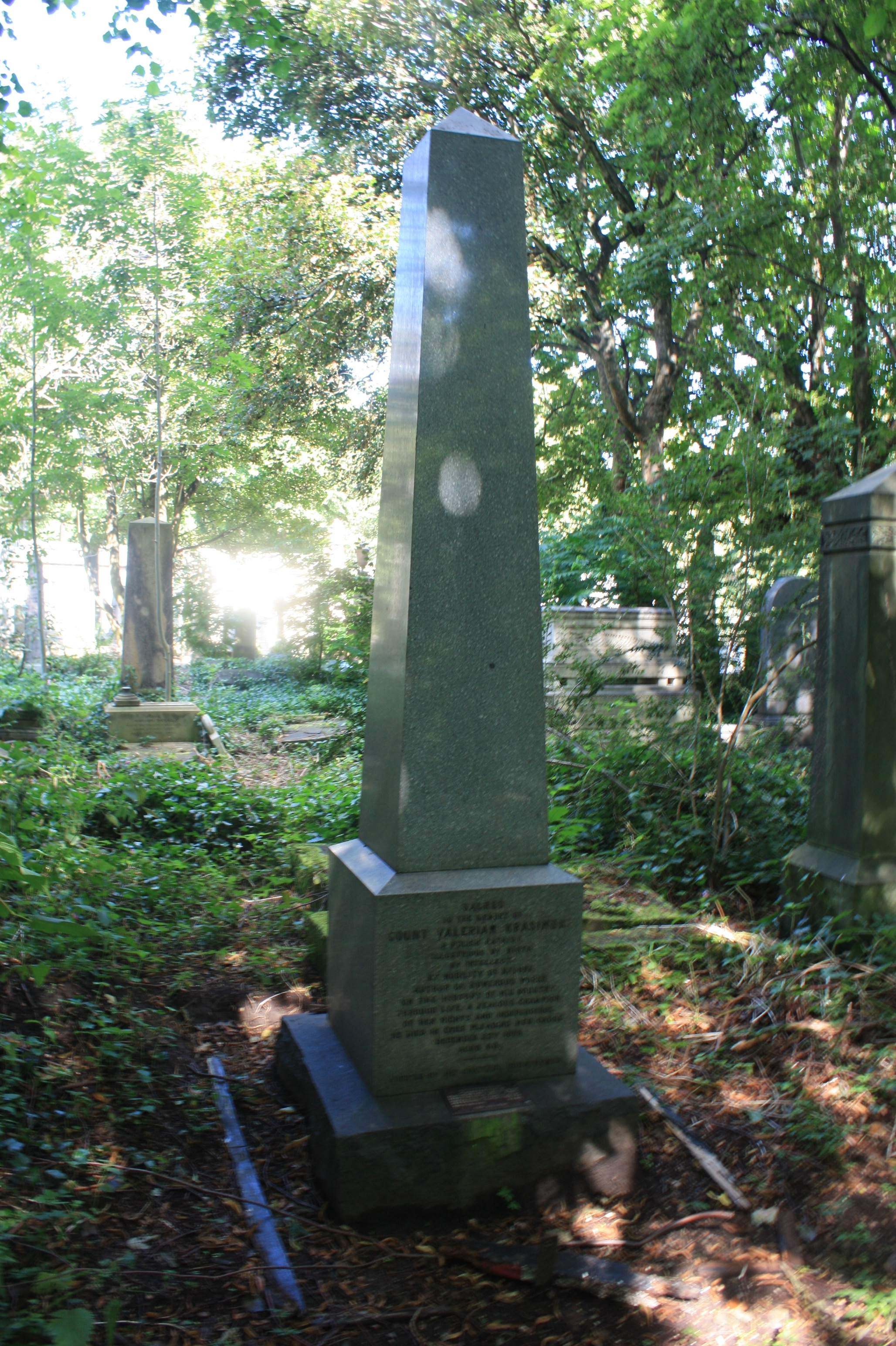

Валериан Скоробогатый Красинский (пол. Krasiński; 1795 год — 22 ноября 1855, Эдинбург, Шотландия) — польский кальвинист историк и публицист.
Родом из Белоруссии, закончил Виленский университет, служил в Варшаве. Во время восстания 1830—1831 годов Валериан Красинский был послан с дипломатическим поручением в Англию, где оставался в эмиграции до своей смерти. Из его многочисленных трудов, посвященных политическим и религиозным вопросам Польши и славянства, важнейшие: «The rise, progress and decline of the Reformation in Poland» (Л., 1839—1840); «Panslavism and Germanism» (Л., 1848); «Lectures on the religious history of the Slavonic nations» (Л., 1850; Эдинбург, 1851); «Montenegro and the Slavonians in Turkey» (Л., 1853); «The Polish Question» (т. I, 1855); «Poland, its history, constitution, literature etc.» (т. I, 1885). В своих трудах последовательно проводил антироссийскую линию.